# Albert Calvert
Albert Edward Calvert (Preston, 1887 — Preston, 18 de março de 1919) foi um ciclista britânico que competiu na prova dos 5000 metros nos Jogos Olímpicos de 1908, em Londres, Reino Unido.